# Reepham (Norfolk)
Reepham è un paese di 2 455 abitanti della contea del Norfolk, in Inghilterra.